# العلاقات الجزائرية اللوكسمبورغية
العلاقات الجزائرية اللوكسمبورغية هي العلاقات الثنائية التي تجمع بين الجزائر ولوكسمبورغ.

## مقارنة بين البلدين
هذه مقارنة عامة ومرجعية للدولتين:
| وجه المقارنة                                              | الجزائر                      | لوكسمبورغ                                                     |
| --------------------------------------------------------- | ---------------------------- | ------------------------------------------------------------- |
| المساحة (كم2)                                             | 2.38 مليون                   | 2.59 ألف                                                      |
| عدد السكان (نسمة)                                         | 38.81 مليون                  | 599.45 ألف                                                    |
| الكثافة السكانية (ن./كم²)                                 | 16.31                        | 231.45                                                        |
| العاصمة                                                   | الجزائر                      | لوكسمبورغ                                                     |
| اللغة الرسمية                                             | اللغة العربية، لغات أمازيغية | اللغة اللوكسمبورغية، لغة فرنسية، اللغة الألمانية              |
| العملة                                                    | دينار جزائري                 | يورو، فرنك لوكسمبورغ                                          |
| الناتج المحلي الإجمالي (بليون دولار)                      | 170.37 مليار                 | 62.40 مليار                                                   |
| الناتج المحلي الإجمالي (تعادل القوة الشرائية) بليون دولار | 582.63 مليار                 | 58.13 مليار                                                   |
| الناتج المحلي الإجمالي الاسمي للفرد دولار أمريكي          | 4.21 ألف                     | 101.45 ألف                                                    |
| الناتج المحلي الإجمالي للفرد دولار أمريكي                 | 14.19 ألف                    | 101.93 ألف                                                    |
| مؤشر التنمية البشرية                                      | 0.745                        | 0.892                                                         |
| رمز المكالمات الدولي                                      | +213                         | +352                                                          |
| رمز الإنترنت                                              | .dz                          | .lu                                                           |
| المنطقة الزمنية                                           | ت ع م+01:00                  | توقيت وسط أوروبا، ت ع م+01:00، ت ع م+02:00، أوروبا/لوكسمبورج ‏ |

## منظمات دولية مشتركة
يشترك البلدان في عضوية مجموعة من المنظمات الدولية، منها:
| علم المنظمة | اسم المنظمة                               | تاريخ انضمام الجزائر | تاريخ انضمام لوكسمبورغ |
| ----------- | ----------------------------------------- | -------------------- | ---------------------- |
|             | مؤسسة التنمية الدولية                     | 26 سبتمبر 1963       | 4 يونيو 1964           |
|             | يونسكو                                    | 15 أكتوبر 1962       | 27 أكتوبر 1947         |
|             | وكالة ضمان الاستثمار متعدد الأطراف        | 4 يونيو 1996         | 29 أغسطس 1991          |
|             | الأمم المتحدة                             | 8 أكتوبر 1962        | 24 أكتوبر 1945         |
|             | الفريق المعني برصد الأرض                  | 2005                 | ?                      |
|             | الاتحاد البريدي العالمي                   | ?                    | ?                      |
|             | البنك الدولي للإنشاء والتعمير             | 26 سبتمبر 1963       | 27 ديسمبر 1945         |
|             | الاتحاد الدولي للاتصالات                  | 3 مايو 1963          | 2 مارس 1866            |
|             | منظمة حظر الأسلحة الكيميائية              | ?                    | ?                      |
|             | مؤسسة التمويل الدولية                     | 23 سبتمبر 1990       | 4 أكتوبر 1956          |
|             | المركز الدولي لتسوية المنازعات الاستشارية | 22 مارس 1996         | 29 أغسطس 1970          |
|             | منظمة التجارة العالمية                    | ?                    | ?                      |
|             | منظمة الشرطة الجنائية الدولية             | ?                    | ?                      |
|             | البنك الإفريقي للتنمية                    | ?                    | ?                      |

## وصلات خارجية
- موقع وزارة الخارجية الجزائرية
- موقع وزارة الخارجية اللوكسمبورغية